# Trotha (Adelsgeschlecht)

Wappen der Familie von Trotha

Trotha ist der Name eines alten sächsischen Adelsgeschlechts aus dem heutigen Saalekreis mit gleichnamigem Stammhaus Burg Trotha im heutigen Halle-Trotha, das mit Willibertus und Tilo de Trote urkundlich im Jahr 1291 bei Halle erstmals erwähnt wird und mit Nicolaus von Trotha (erwähnt 1376–1412) die direkte Stammreihe beginnt.

## Besitzungen

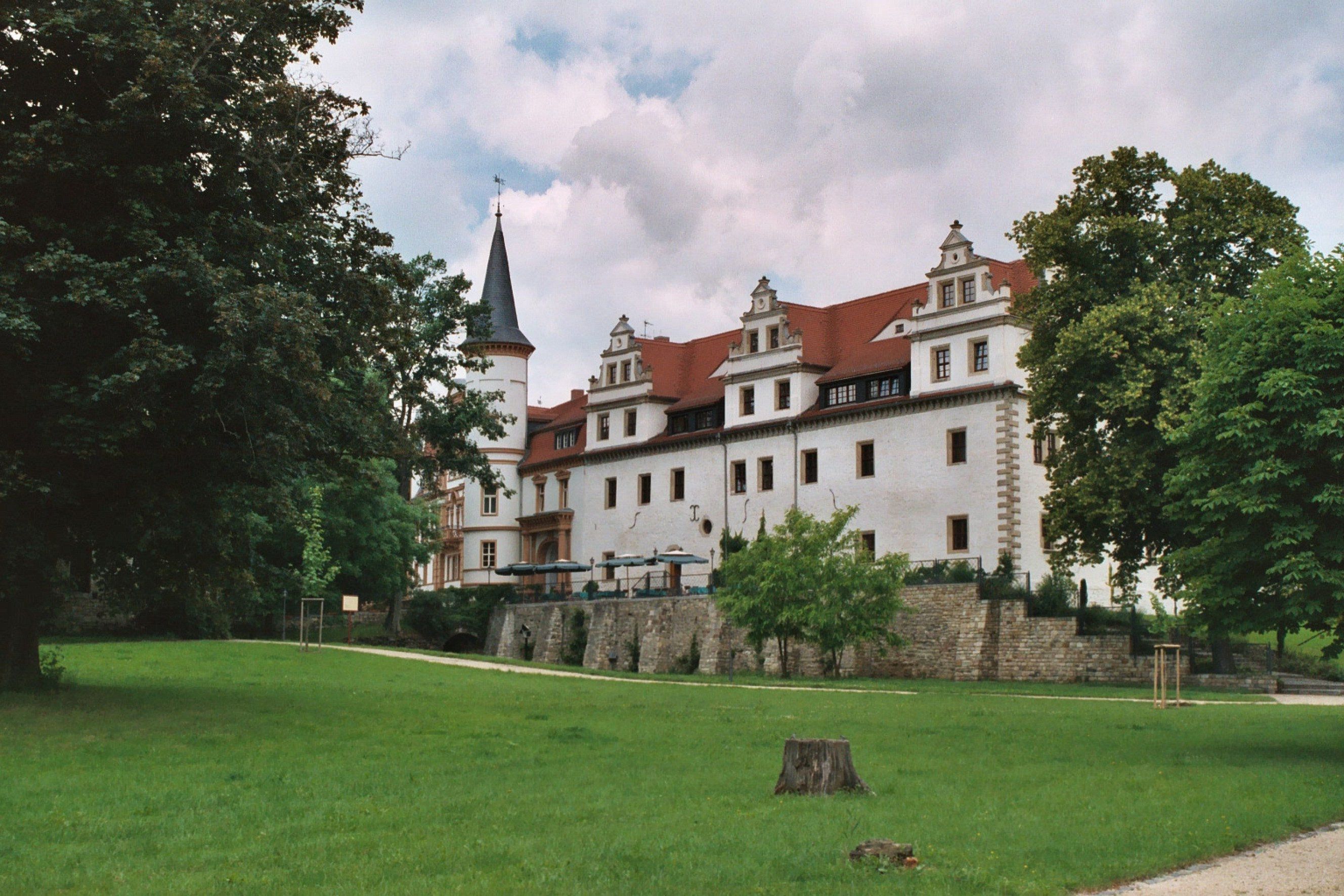
Schloss Schkopau

Der Stammsitz Trotha wurde 1427 von hallischen Truppen zerstört; 1445 trat die Familie ihn an das Kloster Neuwerk ab.
In der Zeit bis 1500 erwarb sie sieben neue Hauptbesitze, davon fünf in der weiteren Umgebung von Halle: Burg Krosigk (bis 1813 im Besitz der Familie), die Oberburg der Burg Wettin (bis 1663 im Besitz), Schloss Würdenburg in Teutschenthal (bis 1832), Rittergut Bennstedt (bis Ende 17. Jh.) und ab 1477 Schloss Schkopau, das bis zur Bodenreform-Enteignung im September 1945 im Besitz der Familie blieb. Ferner im Anhaltischen 1461 Schloss Gänsefurth (1919 verkauft; das Herrenhaus 2010 zurückerworben) und 1571 das säkularisierte Augustinerinnen-Kloster Hecklingen, Schloss Hecklingen, das ebenfalls bis zur Enteignung 1945 gehalten werden konnte. In der Niederlausitz konnte ebenso der Besitz Kümmritz bis zur Bodenreform geführt werden.

## Wappen
Das Stammwappen zeigt in Gold auf grünem Dreiberg einen Raben mit einem goldenen Reif im Schnabel; auf dem Helm mit schwarz-goldenen Decken ein sitzender silberner Wolf.

### Die Rabensage

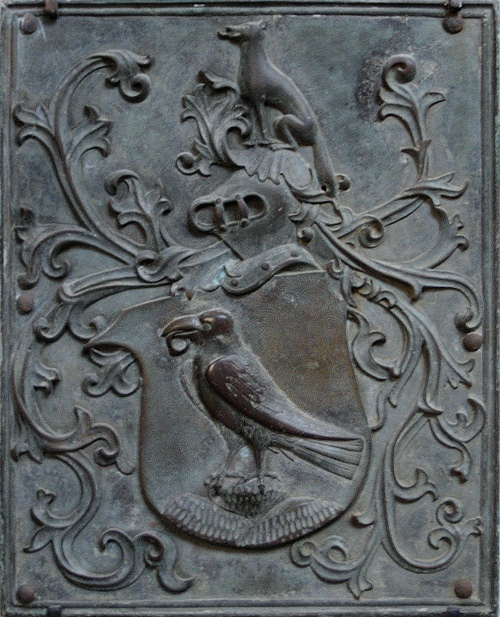
Trotha-Wappentafel im Merseburger Dom

Obgleich das Wappen der Familie von Trotha schon vor der Zeit des Merseburger Bischofs Thilo von Trotha (1443–1514) einen Raben zeigte, rührt wahrscheinlich der goldene Reif im Schnabel des Wappentiers von einer Sage her, die in mancherlei Abwandlungen überliefert ist. Der Merseburger Gymnasialdirektor Georg Möbius (1616–1697) bezog in seiner Chronik die älteste Fassung der Merseburger Rabensage auf Bischof Thilo. Hiernach habe der Bischof seinen langjährigen treuen Kammerdiener Johann wegen des Verlustes eines goldenen Petschier-Rings (Siegelrings), der nicht anders als durch Diebstahl erklärt werden konnte, hinrichten lassen, obwohl jener seine Unschuld beteuerte und ohne dass der wertvolle Ring gefunden worden war. Einige Jahre später sei jedoch der Ring im Horst eines Raben nahe einem Turm des Doms durch einen Schieferdecker, der das Dach nach einem Sturm reparierte, wiedergefunden worden. Bestürzt von seinem unverzeihlichen Fehler soll Thilo – als Warnung vor vorschnellen Urteilen – die Errichtung eines Vogelkäfigs im Hof von Schloss Merseburg und die ewige Gefangenschaft eines Raben dort verfügt haben. Der über die Jahrhunderte beibehaltene Käfig wurde immer wieder ersetzt und im Jahr 2006 um eine geräumige Voliere erweitert, in der bis heute ein Rabenpaar lebt.

### Wappenvereinigung mit denen von Trott

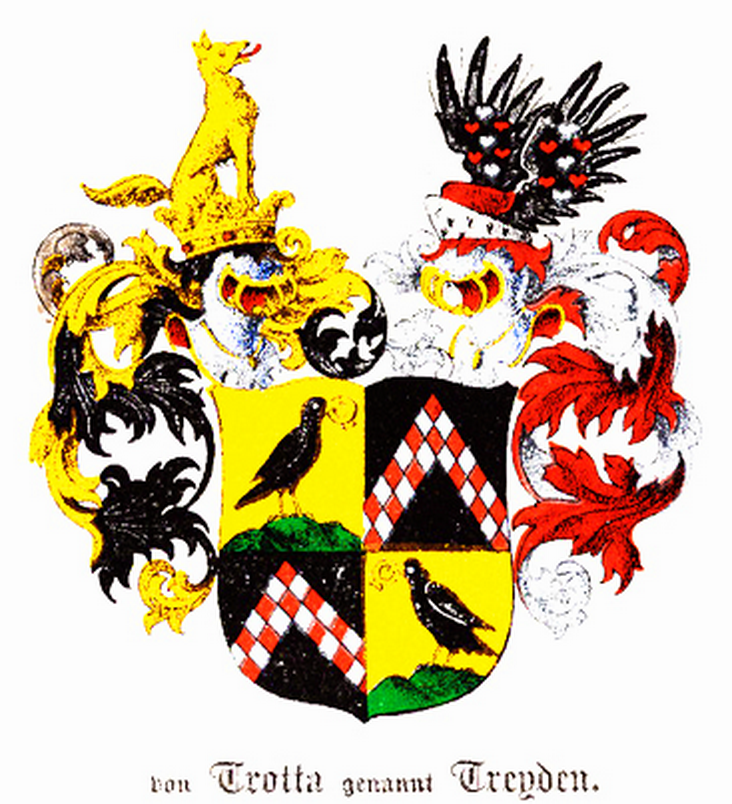
Vereinigtes Wappen Trotha-Trott von 1586

Zu einer kaiserlichen Wappenvereinigung kam es am 28. Februar 1586 in Prag mit dem hessischen Adelsgeschlecht Trott zu Solz, ohne dass eine Verwandtschaft oder auch nur eine Stammesgemeinschaft bestand; die Namensähnlichkeit beruhte auf Zufall. Die beiden Familien machen daher auch keinen Gebrauch mehr von diesem vereinigten Wappen. Auch die baltische Familie Trotta genannt Treyden führte dieses Wappen, obwohl mit keinem der beiden zuvor genannten Geschlechter eine nachgewiesene Stammesverwandtschaft bestand.

## Bekannte Familienmitglieder
- Adolf von Trotha (1868–1940), deutscher Admiral
- Botho Franz Wolfgang von Trotha (1853–1929), Bürgermeister von Sterkrade
- Carl Dietrich von Trotha (1907–1952), Mitglied im Kreisauer Kreis
- Clamor von Trotha (1894–1988), deutscher Konteradmiral
- Désirée von Trotha (1961–2021), deutsche Filmemacherin und Autorin
- Dietrich von Trotha (1857–1914), preußischer Generalmajor
- Ernst von Trotha (1819–1903), preußischer Generalleutnant, ab 1895 Senior der Familie
- Franz Ulrich von Trotha (1806–1860), deutscher Gutsbesitzer und Parlamentarier
- Friedrich von Trotha (General, 1812) (1812–1868), preußischer Generalmajor
- Friedrich von Trotha (General, 1841) (1841–1914), preußischer Generalmajor
- Friedrich Wolf von Trotha (1829–1885), anhaltisch-herzoglicher Kammerherr, Landtagsabgeordneter im Herzogtum Anhalt

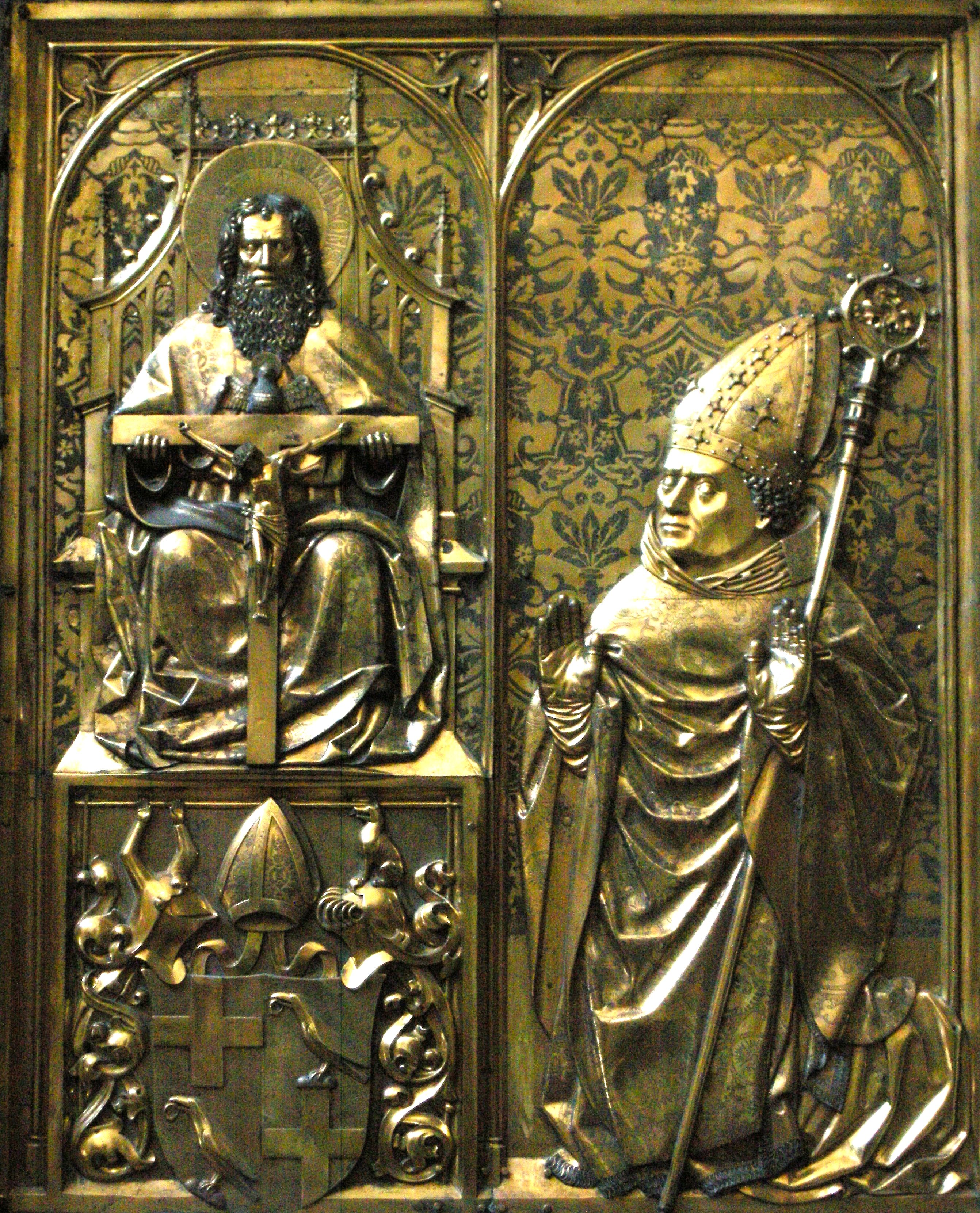
Thilo von Trotha (1443–1514), Bischof von Merseburg

- Gebhard von Trotha (1871–1933), Verwaltungsbeamter
- Gustav von Trotha (1857–), anhaltisch-herzoglicher Kammerherr
- Hans von Trotha (um 1450–1503), Ritter
- Hans von Trotha (* 1965), deutscher Historiker
- Hermann von Trotha (1804–1891), preußischer General der Kavallerie, Generaladjutant des Großherzogs von Hessen und bei Rhein, 1854 in den Freiherrenstand erhoben[3]
- Klaus von Trotha (* 1938), baden-württembergischer Wissenschaftsminister
- Ivo von Trotha (1876–1957), deutscher Generalleutnant
- Lothar von Trotha (1848–1920), preußischer General, hauptverantwortlicher Offizier für den Völkermord an den Herero und Nama
- Otto von Trotha (General, 1839) (1839–1916), preußischer Generalmajor
- Otto von Trotha (General, 1842) (1842–1910), preußischer Generalleutnant
- Thilo von Trotha (Bischof) (1443–1514), deutscher Geistlicher und Hochschullehrer
- Thilo von Trotha (Oberst) (1809–1876), deutscher Oberst und Militärschriftsteller
- Thilo von Trotha (General) (1814–1888), deutscher Generalmajor
- Thilo von Trotha (Politiker, I), deutscher Politiker, MdL Anhalt
- Thilo von Trotha (Marineoffizier) (1873–1947), deutscher Kapitän zur See
- Thilo von Trotha (Politiker, 1882) (1882–1969), deutscher Politiker (DNVP), MdR
- Thilo von Trotha (NS-Funktionär) (1904–1938), deutscher Bürokrat und Propagandist
- Thilo von Trotha (Redenschreiber) (* 1940), deutscher Jurist und Redenschreiber
- Thilo Friedrich Wilhelm von Trotha (1851–1905), deutscher Autor
- Thilo Lebrecht Ernst Michael von Trotha (1841–1917), deutscher Oberstleutnant und Autor
- Trutz von Trotha (1946–2013), deutscher Soziologe
- Ulrich von Trotha (1854–1946), Kammerherr und Hofmarschall im Hofstaat der Prinzessin Luise Sophie von Preußen, Ehrenkommendator des Johanniterordens
- Wilhelm Ferdinand von Trotha-Skopau (1781–1826), Offizier, Kommandeur des 1. Garde-Ulanen-Regiments Potsdam[4]
- Wilhelm von Trotha (1872–1928), deutscher Offizier, Journalist und Schriftsteller
- Woldemar von Trotha (1797–1859), preußischer Generalleutnant
- Wolf Dietrich von Trotha (1863–1943), Verwaltungsbeamter
- Wolf-Dietrich von Trotha (1884–1971), Generallandschaftsdirektor der Provinz Sachsen,[5] Oberstleutnant d. R. a. D., Kommandeur des Deutschen Ordens Ballei Utrecht
- Wolf von Trotha (1884–1946), deutscher Vizeadmiral